# 1000-km-Rennen von Istanbul 2006

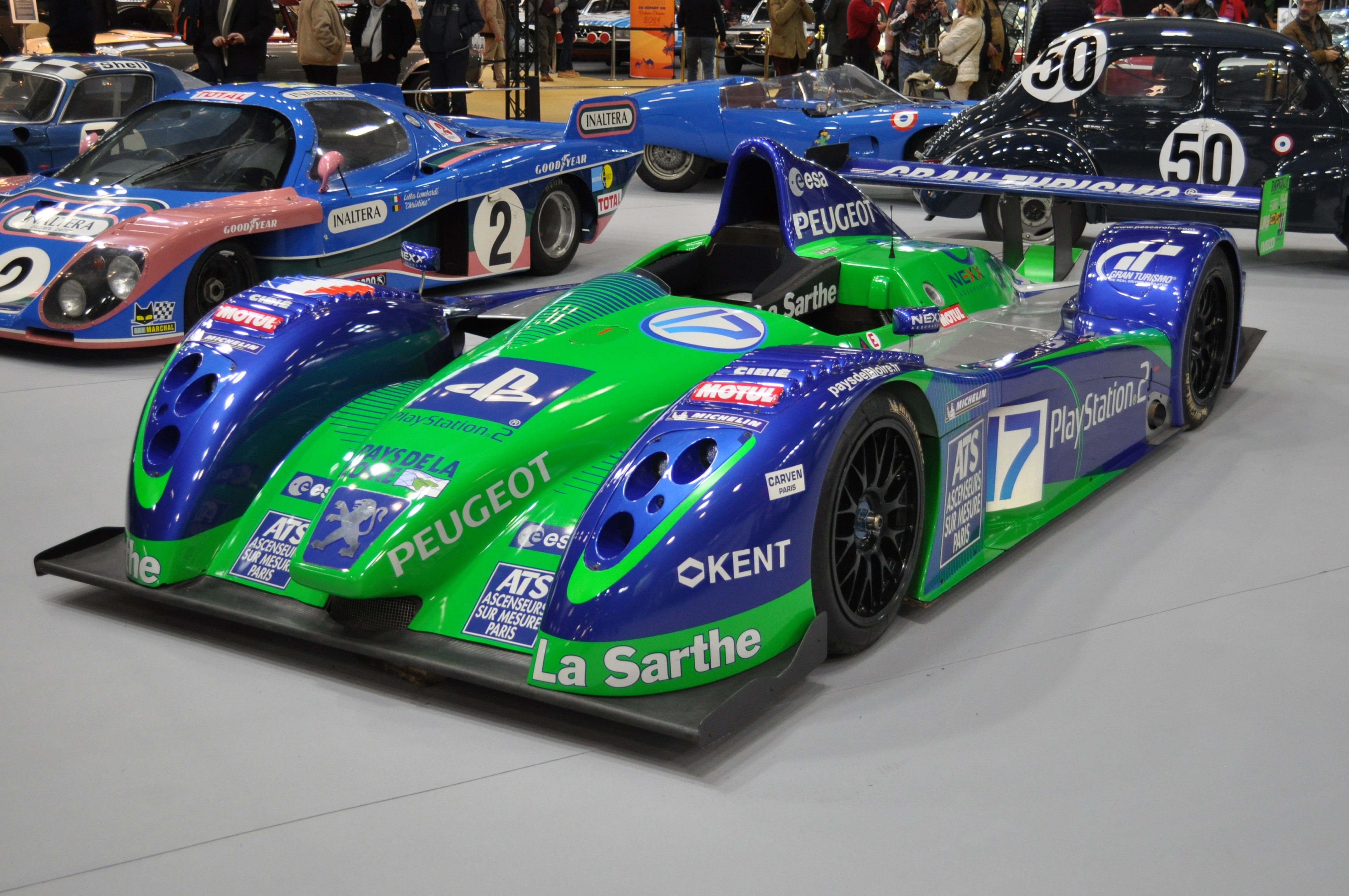
Pescarolo C60, Siegerwagen von Emmanuel Collard und Jean-Christophe Boullion

Das 1000-km-Rennen von Istanbul 2006, auch Le Mans Series Istanbul 1000 km 2006, fand am 9. April auf dem Istanbul Park Circuit statt und war der erste Wertungslauf der European Le Mans Series dieses Jahres.

## Das Rennen
Die Le Mans Series 2006 begann so wie die des Vorjahres geendet hatte. Mit einem Sieg von Emmanuel Collard und Jean-Christophe Boullion im Pescarolo C60 Hybrid auf der Rennbahn von Istanbul. Collard und Boullion gewannen im von Henri Pescarolo gemeldeten C60 mit dem Vorsprung von sechs Runden auf Michael Vergers, Juan Barazi und Jean-Philippe Belloc, die einem Courage C65 fuhren.
Nach einer Fahrzeit von 4 Stunden brach die Rennleitung das Rennen wegen starken Regens ab.

## Ergebnisse

### Schlussklassement
| 1               | LMP1 | 17 | Pescarolo Sport                | Emmanuel Collard Jean-Christophe Boullion          | Pescarolo C60 Hybrid      | 134 |
| 2               | LMP2 | 32 | Barazi-Epsilon                 | Michael Vergers Juan Barazi Jean-Philippe Belloc   | Courage C65               | 128 |
| 3               | LMP1 | 6  | Lister Storm Racing            | Justin Keen Nicolas Kiesa Jens Møller              | Lister Storm LMP          | 127 |
| 4               | LMP1 | 19 | Chamberlain-Synergy Motorsport | Bob Berridge Gareth Evans Peter Owen               | Lola B06/10               | 127 |
| 5               | LMP2 | 20 | Pierre Bruneau                 | Marc Rostan Pierre Bruneau                         | Pilbeam MP93              | 125 |
| 6               | GT1  | 50 | Larbre Compétition             | Pedro Lamy Gabriele Gardel Vincent Vosse           | Aston Martin DBR9         | 125 |
| 7               | LMP2 | 35 | G-Force Racing                 | Ed Morris Frank Hahn Jean-François Leroch          | Courage C65               | 125 |
| 8               | LMP2 | 37 | Paul Belmondo Racing           | Paul Belmondo Didier André Yann Clairay            | Courage C65               | 124 |
| 9               | GT1  | 67 | Convers MenX Team              | Peter Kox Robert Pergl Alexey Vasilyev             | Ferrari 550 GTS Maranello | 124 |
| 10              | GT1  | 72 | Luc Alphand Aventures          | Jérôme Policand Patrice Goueslard Anthony Beltoise | Chevrolet Corvette C5-R   | 123 |
| 11              | GT1  | 61 | Team Modena                    | Nathan Kinch Antonio García                        | Aston Martin DBR9         | 122 |
| 12              | GT1  | 62 | Team Modena                    | Peter Hardman Christian Vann                       | Aston Martin DBR9         | 122 |
| 13              | GT2  | 97 | GPC Sport                      | Luca Drudi Gabrio Rosa Fabrizio De Simone          | Ferrari F430 GT           | 119 |
| 14              | GT2  | 76 | Autorlando Sport               | Marc Lieb Joël Camathias                           | Porsche 911 GT3-RSR       | 119 |
| 15              | GT2  | 82 | Team LNT                       | Lawrence Tomlinson Richard Dean                    | Panoz Esperante GT-LM     | 118 |
| 16              | GT2  | 92 | IMSA Performance Matmut        | Christophe Bouchut Sébastien Dumez Raymond Narac   | Porsche 911 GT3-RSR       | 118 |
| 17              | GT2  | 85 | Spyker Squadron b.v.           | Jeroen Bleekemolen Mike Hezemans                   | Spyker C8 Spyder GT2-R    | 118 |
| 18              | GT2  | 90 | Farnbacher Racing              | Pierre Ehret Dominik Farnbacher                    | Porsche 911 GT3-RS        | 117 |
| 19              | LMP2 | 36 | Paul Belmondo Racing           | Claude-Yves Gosselin Pierre Ragues Karim Ojjeh     | Courage C65               | 117 |
| 20              | GT2  | 86 | Spyker Squadron b.v.           | Jonny Kane Donny Crevels                           | Spyker C8 Spyder GT2-R    | 117 |
| 21              | GT2  | 99 | Virgo Motorsport               | Dan Eagling Tim Sugden Ian Khan                    | Ferrari F430 GT           | 116 |
| 22              | GT2  | 77 | Seikel Motorsport              | Tony Burgess Philip Collin Tim Bergmeister         | Porsche 911 GT3-RSR       | 113 |
| 23              | GT2  | 73 | Ice Pol Racing Team            | Yves Lambert Christian Lefort Romain Iannetta      | Porsche 911 GT3-RSR       | 112 |
| 24              | GT2  | 78 | Autorlando Sport               | Gunnar Kristensen Jens Edman Allan Simonsen        | Porsche 911 GT3-RSR       | 111 |
| 25              | GT2  | 75 | Thierry Perrier                | Philippe Hesnault Nigel Smith Rob Wilson           | Porsche 911 GT3-RSR       | 107 |
| 26              | LMP2 | 25 | Ray Mallock Ltd.               | Thomas Erdos Mike Newton                           | MG-Lola EX264             | 102 |
| Nicht klassiert |      |    |                                |                                                    |                           |     |
| 27              | GT2  | 80 | Farnbacher Racing              | Lars-Erik Nielsen Marco Seefried                   | Porsche 911 GT3-RSR       | 88  |
| Ausgefallen     |      |    |                                |                                                    |                           |     |
| 28              | LMP2 | 22 | Rollcentre Racing              | João Barbosa Tim Greaves Martin Short              | Radical SR9               | 120 |
| 29              | GT1  | 70 | PSI Experience                 | Jos Menten Pertti Kuismanen Markus Palttala        | Chevrolet Corvette C6.R   | 79  |
| 30              | LMP1 | 13 | Courage Compétition            | Jean-Marc Gounon Shinji Nakano Haruki Kurosawa     | Courage-ORECA LC70        | 79  |
| 31              | LMP1 | 14 | Racing for Holland             | Jan Lammers Alex Yoong                             | Dome S101Hb               | 62  |
| 32              | LMP1 | 9  | Creation Autosportif           | Nicolas Minassian Beppe Gabbiani Felipe Ortiz      | Creation CA06/H           | 56  |
| 33              | GT2  | 81 | Team LNT                       | Warren Hughes Rob Bell                             | Panoz Esperante GT-LM     | 28  |
| 34              | LMP2 | 28 | Ranieri Randaccio              | Ranieri Randaccio Fabio Mancini Gianni Collini     | Lucchini LMP2/04          | 26  |
| 35              | GT2  | 84 | GPC Sport                      | Jesús Díez Villarroel Peter Sundberg               | Ferrari F430 GT           | 23  |
| 36              | LMP1 | 5  | Swiss Spirit                   | Harold Primat Marcel Fässler                       | Courage-ORECA LC70        | 20  |

### Nur in der Meldeliste
Hier finden sich Teams, Fahrer und Fahrzeuge, die ursprünglich für das Rennen gemeldet waren, aber aus den unterschiedlichsten Gründen daran nicht teilnahmen.
| Pos. | Klasse | Nr. | Team                | Fahrer                                                  | Chassis                     |
| ---- | ------ | --- | ------------------- | ------------------------------------------------------- | --------------------------- |
| 37   | LMP1   | 12  | Courage Compétition | Alexander Frei Haruki Kurosawa                          | Courage-ORECA LC70          |
| 38   | LMP2   | 39  | Chamberlain-Synergy | Miguel Amaral Miguel Ángel de Castro Ángel Burgueño     | Lola B05/40                 |
| 39   | GT1    | 51  | B-Racing RS Line    | Norbert Walchhofer Benjamin Leuenberger Michele Bartyan | Lamborghini Murciélago R-GT |
| 40   | GT1    | 71  | PSI Experience      |                                                         | Chevrolet Corvette C5-R     |
| 41   | GT2    | 91  | T2M Motorsport      |                                                         | Porsche 996 GT3-RS          |
| 42   | GT2    | 98  | Noël del Bello      | Christophe Tinseau Jean-Luc Maury-Laribière             | Porsche 996 GT3-RSR         |

### Klassensieger
| Klasse | Fahrer           | Fahrer                   | Fahrer               | Fahrzeug             | Platzierung im Gesamtklassement |
| ------ | ---------------- | ------------------------ | -------------------- | -------------------- | ------------------------------- |
| LMP1   | Emmanuel Collard | Jean-Christophe Boullion |                      | Pescarolo C60 Hybrid | Gesamtsieg                      |
| LMP2   | Michael Vergers  | Juan Barazi              | Jean-Philippe Belloc | Courage C65          | Rang 2                          |
| GT1    | Pedro Lamy       | Gabriele Gardel          | Vincent Vosse        | Aston Martin DBR9    | Rang 6                          |
| GT2    | Luca Drudi       | Gabrio Rosa              | Fabrizio De Simone   | Ferrari F430 GT      | Rang 13                         |

### Renndaten
- Gemeldet: 42
- Gestartet: 36
- Gewertet: 26
- Rennklassen: 4
- Zuschauer: unbekannt
- Wetter am Renntag: erst trocken, dann starker Regen
- Streckenlänge: 5,338 km
- Fahrzeit des Siegerteams: 4:01:42,625 Stunden
- Gesamtrunden des Siegerteams: 134
- Gesamtdistanz des Siegerteams: 715,292 km
- Siegerschnitt: 177,558 km/h
- Pole Position: Jean-Christophe Boullion – Pescarolo C60 Hybrid (#17) – 1:40,266 = 191,658 km/h
- Schnellste Rennrunde: Jean-Christophe Boullion – Pescarolo C60 Hybrid (#17) – 1:41,281
- Rennserie: 1. Lauf zur Le Mans Series 2006